# NGC 21
NGC 21 je vmesna spiralna galaksija v ozvezdju Andromede. Njen navidezni sij je 13,51m. Od Sonca je oddaljena približno 61,7 milijonov parsekov, oziroma 201,24 milijona svetlobnih let.
Galaksijo je odkril William Herschel 26. novembra 1790. Opazoval jo je tudi Lewis A. Swift 20. septembra 1885. V Novem splošnem katalogu je tako dobila dve oznaki: NGC 21 (Swiftovo opazovanje) in NGC 29 (Herschlovo opazovanje).